# Église Saint-Victeur de Bazougers
L'église Saint-Victeur est une église catholique située à Bazougers, en France.

## Localisation
L'église est située dans le département français de la Mayenne, dans le bourg de Bazougers.

## Historique
La chapelle postérieure datant du XVIe siècle, actuelle sacristie, est classée au titre des monuments historiques depuis le 10 août 1931.